# Zygia
Zygia là một chi thực vật có hoa trong họ Đậu.